# Eucorysses
Eucorysses is een geslacht van wantsen uit de familie van de Scutelleridae (Pantserwantsen). Het geslacht werd voor het eerst wetenschappelijk beschreven door Amyot & Audinet-Serville in 1843.

## Soorten
Het genus bevat de volgende soorten:

- Eucorysses grandis (Thunberg, 1783)
- Eucorysses javanus (Westwood, 1837)